# Jurjevčani
Jurjevčani – wieś w Chorwacji, w żupanii zagrzebskiej, w mieście Jastrebarsko. W 2011 roku liczyła 99 mieszkańców.